# Córka żołnierza nie płacze
Córka żołnierza nie płacze (ang. A Soldier’s Daughter Never Cries) – amerykańsko-brytyjsko-francuski dramat obyczajowy z 1998 roku w reżyserii Jamesa Ivory'ego. Adaptacja autobiograficznej powieści Kaylie Jones.
Paryż, lata 60. i 70. Jak wielu amerykańskich artystów, słynny pisarz, autor powieści Stąd do wieczności, James Jones mieszka w Paryżu. Razem z żoną Marcellą wychowują dwójkę dzieci – córkę Channe i przybranego syna Benoit, zwanego Billem. Pewnego dnia z powodu choroby Jamesa, wszyscy przenoszą się do Ameryki. Dzieci stają przed trudnym wyzwaniem – adaptacją do nowego kraju i obcej kultury.

## Obsada
- Leelee Sobieski – Charlotte Anne 'Channe' Willis w wieku 14 lat
- Jesse Bradford – Billy Willis, w wieku 14 lat
- Isaac de Bankolé – Mamadou
- Kris Kristofferson – Bill Willis
- Dominique Blanc – Candida
- Barbara Hershey – Marcella Willis
- Jane Birkin – Pani Fortescue

i inni.